# Bán cầu đại não
Đại não của động vật có xương sống (não) được tạo thành bởi hai bán cầu đại não, thứ được phân tách bởi một đường rãnh gọi là rãnh liên bán cầu. Do đó có thể coi bộ não được chia thành các bán cầu đại não trái và phải. Mỗi bán cầu này có một lớp chất xám ở ngoài, vỏ đại não, được hỗ trợ bởi một lớp chất trắng bên trong. Trong các loài động vật có vú có nhau, các bán cầu được kết nối với nhau bởi thể chai, một bó lớn chứa đầy sợi thần kinh. Những mép nhỏ hơn, bao gồm cả mép trước, mép sau và thể tam giác, cũng có mặt trong các bán cầu và chúng cũng hiện diện ở các loài có xương sống khác. Những mép này chuyển thông tin giữa hai bán cầu để phối hợp những chức năng cục bộ.
Có ba cực đã biết của các bán cầu đại não: cực chẩm, cực trán, và cực thái dương.
Rãnh trung tâm là một rãnh nổi bật chia tách thùy đỉnh với thùy trán và vỏ não vận động chính với vỏ não cảm giác xúc giác chính.
Nhìn bằng mắt thường thì các bán cầu gần như là hình ảnh đối xứng trong gương của nhau, chỉ có một số khác biệt không đáng kể; ví dụ như Yakovlevian torque quan sát được ở não người, tức tình trạng đầu bán cầu phải nghiêng lệch nhẹ sang bên trái. Khi nhìn bằng kính hiển vi, kiến trúc tế bào của vỏ đại não cho thấy chức năng của tế bào, số lượng cấp độ chất dẫn truyền thần kinh và các kiểu phụ thụ thể thì bất đối xứng một cách đáng kể giữa hai bán cầu. Tuy nhiên, trong khi một số những khác biệt về mặt phân bố ở bán cầu thì là nhất quán trong loài người, hay thậm chí là trong một số loài, thì nhiều những khác biệt về mặt phân bố ở bán cầu quan sát được lại biến đổi từ cá thể này sang cá thể khác trong một loài cụ thể.

## Hình ảnh

Lateral surface. (The frontal pole is approximately at 10, the occipital pole is approximately at 17, and the temporal pole is approximately at 38.)
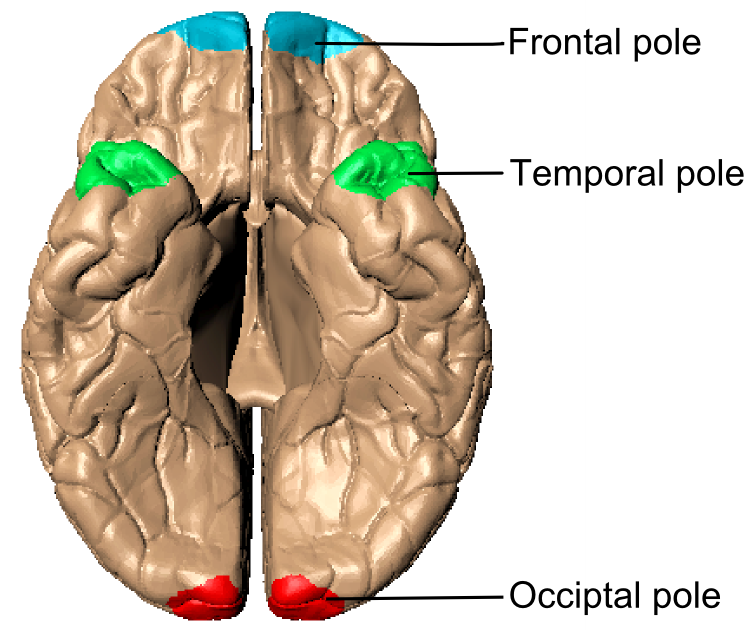
Poles of cerebral hemispheres